# Konrad Gorges
Konrad Gorges (* 17. Juli 1898 in Kassel; † 7. November 1968 in Maring-Noviand) war ein deutscher Jurist und Politiker (Deutsche Volkspartei; NSDAP). Von 1938 bis 1945 war er Oberbürgermeister von Trier, ab 1943 auch von Luxemburg und 1945 für vier Wochen Oberbürgermeister von Koblenz.

## Leben und Beruf
Der studierte und promovierte Jurist arbeitete von 1926 bis 1933 bei der Koblenzer Bezirksregierung. Nach vorheriger Mitgliedschaft in der DVP trat er zum 1. April 1933 in die NSDAP ein (Mitgliedsnummer 1.710.012). Hermann Göring bestellte ihn in seiner Funktion als preußischer Innenminister Anfang April 1933 zum Landrat des Landkreises Altenkirchen, wo er bis Juli 1938 blieb. Vom 1. August 1938 bis 1945 war er Oberbürgermeister der Stadt Trier und ab dem 1. August 1943 als Nachfolger von Richard Hengst auch Oberbürgermeister von Luxemburg. Zusätzlich war er Mitglied des Aufsichtsrates der Rheinisch-Westfälischen Elektrizitätswerke AG. Am 12. Februar 1945 wurde er von Gauleiter Gustav Simon kommissarisch als Oberbürgermeister der Stadt Koblenz eingesetzt, da Oberbürgermeister Nikolaus Simmer zur Wehrmacht einberufen wurde. Von hier floh er zusammen mit einem Großteil der Koblenzer Verwaltung im März 1945 vor den herannahenden US-amerikanischen Truppen ins rechtsrheinische Gebiet. Auf die Entwicklung der von den Luftangriffen stark zerstörten Stadt hatte er aber keinen Einfluss. Nachdem sich die Amerikaner am 12. März 1945 der Stadt näherten, wurden zuvor am 9. März alle Brücken in Koblenz gesprengt. Dann sorgte er noch dafür, dass die wenigen verbliebenen Verwaltungsangestellten in Person des Hafendirektors Franz Lanters eine neue Leitung erhielten. Diesen setzten die Amerikaner schon bald darauf als Oberbürgermeister von Koblenz ein.
Konrad Gorges war bis 1948 interniert. Der Spruchkammerentscheid von 1949 legte Gorges keine antisemitische Maßnahmen zur Last und reihte ihn in die Gruppe IV (Mitläufer) ein; die Vorinstanz hatte ihn sogar in die Gruppe V (Nicht belastet) eingeordnet (Reinhard Bollmus).